# Kirche der Gottesmutter von Częstochowa (Kraskowo)
Die Kirche der Gottesmutter von Częstochowa in Kraskowo (deutsch Schönfließ) ist ein in zwei Abschnitten errichtetes Gebäude aus dem 14. und 15. Jahrhundert. Von der Reformation bis 1945 war sie evangelisches Gotteshaus für den Sprengel Schönfließ der vereinigten Kirchengemeinden Schönfließ-Tolksdorf in Ostpreußen. Heute ist sie katholische Filialkirche der Pfarrei Łankiejmy (deutsch Langheim) in der polnischen Woiwodschaft Ermland-Masuren.

## Geographische Lage
Kraskowo liegt im Norden der Woiwodschaft Ermland-Masuren an der Woiwodschaftsstraße 592 – einstige deutsche Reichsstraße 135 – zwischen Łankiejmy (Langheim) und Garbno (Lamgarben) im Powiat Kętrzyński (Kreis Rastenburg).
Die Kirche steht östlich der von Babieniec (Babziens) kommenden Nebenstraße, kurz vor deren Einmündung in die Woiwodschaftsstraße.

## Kirchengebäude

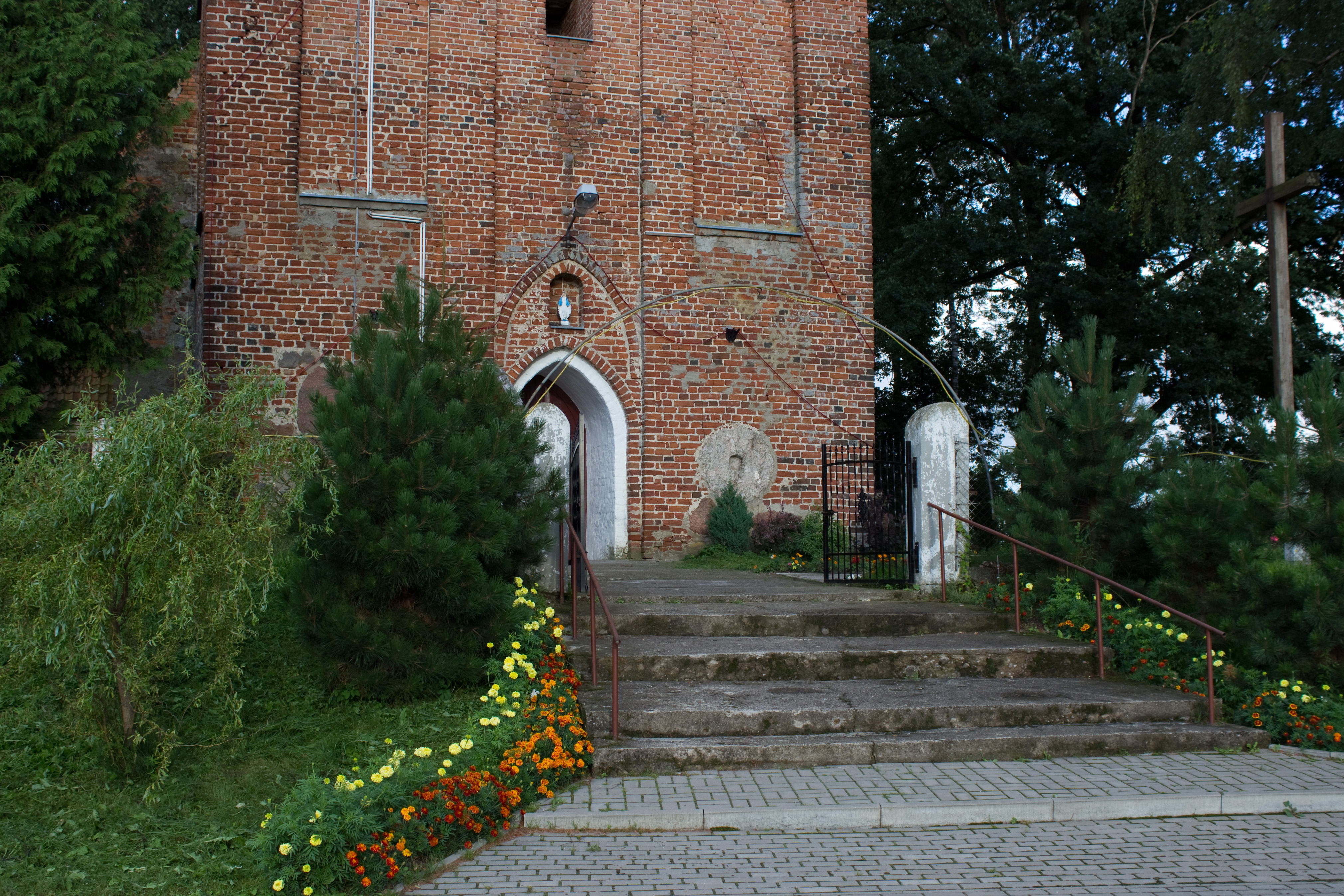
Aufgang zum Turmportal der Kirche Kraskowo/Schönfließ

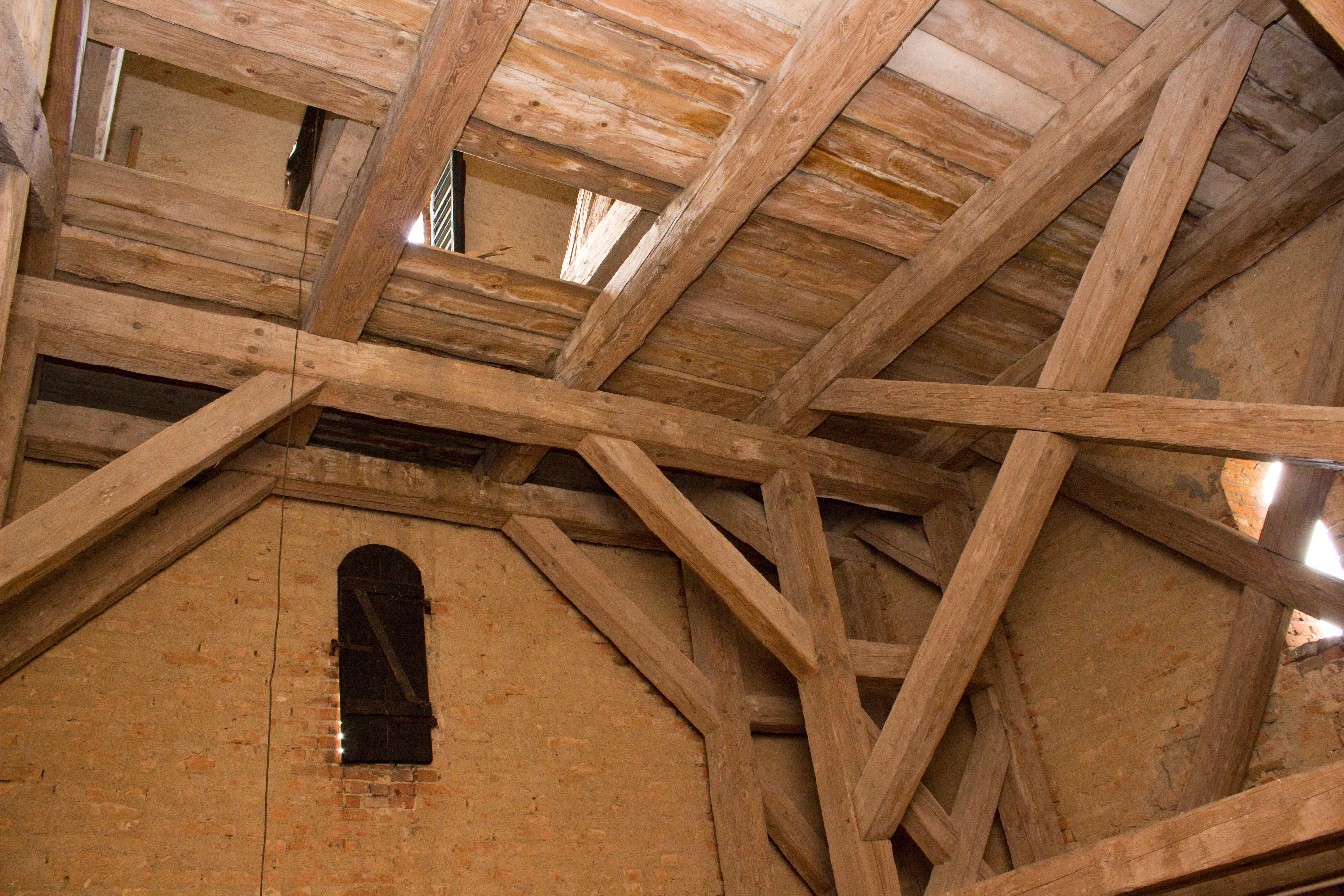
Turmgebälk der Kirche

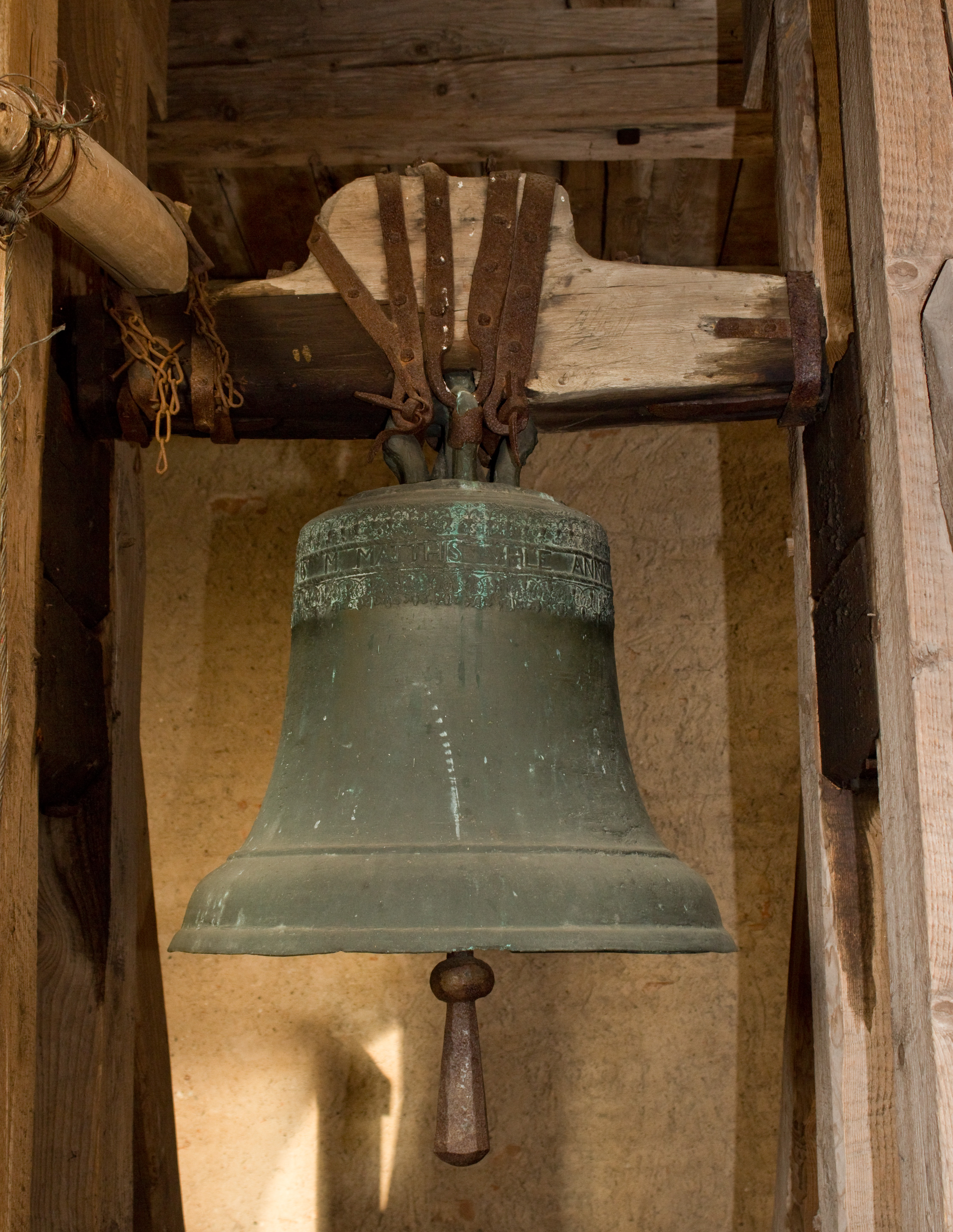
Glocke

Die Kirche Schönfließ wurde als chorloser Findlingsbau mit Backsteinumrahmung errichtet. Auch der vorgelegte Turm wurde stark mit Findlingssteinen durchsetzt. Im 14. Jahrhundert entstand der Ostteil der Kirche, im 15. Jahrhundert wurde der Westteil erbaut. Die oberen Geschosse des Turms mit dem Unterbau aus dem 15. Jahrhundert entstanden nach Beschädigungen in einem Orkan 1875 neu.
Im Norden der Kirche wurden 1678 Sakristei und Vorhalle angebaut. Am spitzbogigen Zugang von der Vorhalle zum Kircheninneren ist eine Einkerbung in lateinischen Majuskeln erkennbar: Christof Herndorff den 13. Mai Anno 1678. Der Grund für diese Gravur ist nicht geklärt.
Das Kircheninnere liegt unter einer flachen Holzdecke. Der Altartisch war einst gemauert mit einer Stütze für den Schrein. Ein Fragment des Altars von 1645 mit Holzschnitzereien und Bildern ist der älteste Einrichtungsgegenstand der Kirche. Den Sockel des Altars zierte ehedem ein Abendmahlsbild von Stephanus Eisenbergk. Im Jahre 1910 wurden alte Schnitzereien durch ein Bild „Jesus in Gethsemane“ ersetzt.
Vom Meister des Altars stammen auch die Kanzel von 1648 und die Taufkammer von 1645. Um 1750 entstanden die beiden Abendmahlsengel.
1883 erhielt die Kirche eine Orgel. Das Geläut bestand aus drei Glocken.

## Kirchen-/Pfarrgemeinde
Bereits in vorreformatorischer Zeit um 1350 entstand in Schönfließ eine Kirche. Mit Einführung der Reformation in Ostpreußen wurde sie evangelisch.

### Evangelisch

#### Kirchengeschichte
Zusammen mit der benachbarten Kirche in Tolksdorf (polnisch Tołkiny) wurde die Schönfließer Kirche am 11. Juni 1528 der Pfarrei in Lamgarben (polnisch Garbno) zugewiesen. Doch bereits 1603 amtierte in Schönfließ und Tolksdorf ein eigener Pfarrer. Beide Kirchen waren dann bis 1945 unter einem Pfarramt mit Sitz in Schönfließ vereint
Im Jahre 1925 betrug die Gesamtzahl der Gemeindeglieder in Schönfließ-Tolksdorf 1520. Von ihnen gehörten 1160 zum Pfarrsprengel Schönfließ. Das Kirchenpatronat oblag dem Gutsbesitzer von Henriettenhof (polnisch Chmielnik).
Die kombinierten Kirchengemeinden Schönfließ und Tolksdorf waren bis 1945 in den Kirchenkreis Rastenburg (polnisch Kętrzyn) in der Kirchenprovinz Ostpreußen der Kirche der Altpreußischen Union eingegliedert.
Flucht und Vertreibung der einheimischen Bevölkerung setzten 1945 und später dem Leben der evangelischen Gemeinde in dann „Kraskowo“ genannten Dorf ein Ende. Heute hier lebende evangelische Kirchenglieder orientieren sich zur Pfarrkirche in Kętrzyn in der Diözese Masuren der Evangelisch-Augsburgischen Kirche in Polen.

#### Pfarrsprengel Schönfließ
Zum Pfarrsprengel Schönfließ des Kirchspiels Schönfließ-Tolksdorf gehörten bis 1945 die Ortschaften:
| Name       | Polnischer Name |  | Name          | Polnischer Name |
| ---------- | --------------- |  | ------------- | --------------- |
| Annafeld   | Polany          |  | Henriettenhof | Chmielnik       |
| * Babziens | Babieniec       |  | Podlechen     | Podlechy        |
| Drösch     | Droszkowo       |  | * Schönfließ  | Schönfließ      |

#### Pfarrer (1603 bis 1945)
An der Schönfließer und Tolksdorfer Kirche amtierten vor 1945 als evangelische Geistliche:
- Friedrich Sommer, 1603–1632
- Johann Waldau, 1632–1638
- Bernhard Gregorii
- Valentin Schultes, bis 1676
- Johann Heiligendörfer, 1676–1703
- Christian Böthcke, 1703–1744
- Johann Jacob Groß, 1745–1784
- Gottfried Wilhelm Weiß, 1785–1797
- Friedrich Rauschke, 1798–1831
- Hermann Th. Albert Schumann, 1831–1878
- Franz E. Gottfried Anderson, 1879–1907
- Wilhelm K. T. Grigull, 1907–1911
- Wilhelm Gottl. A.S. Gemmel, 1911–1930
- Martin Grunwald, 1931–1945

### Katholisch
Vor 1945 lebten in der Region Schönfließ relativ wenige Katholiken. Am 14. April 1860 wurde das Dorf in die Pfarrei Rößel (polnisch Reszel) im damaligen Bistum Ermland eingegliedert. Nach Bildung einer Pfarrei in Korschen (polnisch Korsze) im Jahre 1904 wurde Schönfließ nach dort umgegliedert.
Nach 1945 nahm die Zahl der katholischen Kirchenglieder stark zu, als sich zahlreiche polnische Neubürger hier ansiedelten. Sie reklamierten die bisher evangelische Kirche für sich als gottesdienstliches Zentrum und gaben ihr den Namen der „Matki Boskiej Częstochowskiej“ (deutsch „Gottesmutter von Tschenstochau“). Sie ist heute eine Filialkirche der Pfarrei in Łankiejmy (deutsch Langheim) im Dekanat Reszel (Rößel) im jetzigen Erzbistum Ermland innerhalb der polnischen katholischen Kirche.

## Verweise